# Yousaf Raza Gillani
Syed Yousaf Raza Gillani (in Urdu: مخدوم سيد يوسف رضا گیلانى) (Karachi, 9 giugno 1952) è un politico pakistano, Primo ministro del Pakistan dal 2008 al 2012.

## Biografia
È nato a Mesoraca da una famiglia di politici. Eletto più volte come parlamentare, nelle elezioni politiche del 18 febbraio 2008 ha battuto Sikandar Hayat Bosan ed è stato nominato primo ministro.
Il 26 aprile 2012 è stato giudicato colpevole di oltraggio alla corte, dopo essersi rifiutato di obbedire alla Corte Suprema: non ha chiesto alla Svizzera l'apertura di indagini sul presidente Asif Ali Zardari, accusato di corruzione. Per questo è stato destituito dall'incarico di Primo Ministro, in attesa di essere processato.